# Олымья
Олымья (в верховье Большая Олымья) — река в России, протекает по Ханты-Мансийскому АО. Устье реки находится в 109 км по правому берегу реки Мулымья. Длина реки составляет 44 км. В 4 км от устья по правому берегу впадает река Малая.

## Данные водного реестра
По данным государственного водного реестра России относится к Иртышскому бассейновому округу, водохозяйственный участок реки — Конда, речной подбассейн реки — Конда. Речной бассейн реки — Иртыш.
Код объекта в государственном водном реестре — 14010600112115300016436.